# 16781 Renčín
16781 Renčín è un asteroide della fascia principale. Scoperto nel 1996, presenta un'orbita caratterizzata da un semiasse maggiore pari a 3,1644539 UA e da un'eccentricità di 0,1510135, inclinata di 2,43283° rispetto all'eclittica.